# Fresko
Freskomaling (fra italiensk:buon fresco eller a fresco) består i, at pigment blandet med vand lægges på et tyndt lag af våd, frisk kalkpuds, som hedder intonaco på italiensk. På grund af pudsens kemiske sammensætning er en binder ikke nødvendig; pigmentet opløst udelukkende i vand vil synke ind i intonacoen, som i sig selv bliver mediet, som holder pigmentet. Pigmentet absorberes nu af den våde puds. Pudsen tørrer i løbet af nogle timer og reagerer med luftens kultveilte: Det er denne kemiske reaktion som fikserer pigmentpartiklerne i pudsen. Det er den ægte freskoteknik. (I modsætning til Fresco-secco eller  a secco, hvor pigmentet males på tør puds. Det er ikke lige så holdbart, fordi pigmenterne ikke bliver en del af væggen, som i buon fresco).
De tidligste kalkmalerier i danske kirker er freskoer, mens de fleste er malet a secco. 
Freskoer er ikke flytbare. De er malet på vægge og hvælv og hænger sammen med den bygning, hvori og hvortil de blev skabt.
Flere producerer i dag transportable "freskoer" med både nye og gamle motiver.